# Большие Аниковичи
Большие Ани́ковичи (бел. Вялікія Ані́кавічы) — деревня в составе Маслаковского сельсовета Горецкого района Могилёвской области Республики Беларусь.

## Население
- 1999 год — 51 человек
- 2010 год — 25 человек